# Макароны с сыром
У Гальяни иль Кольони

Закажи себе в Твери

С пармазаном макарони

Да яичницу свари.
Макароны с сыром (англ. macaroni and cheese, также mac 'n’cheese в США и macaroni cheese в Англии) — блюдо из вареных макарон с сыром (сырным соусом), чаще всего это чеддер. Оно также может включать другие ингредиенты, такие как панировочные сухари, мясо и овощи.

## История
Паста и сырные запеканки были описаны ещё в XIV веке в итальянской кулинарной книге Liber de Coquina, в которой фигурировало блюдо из пармезана и пасты. Запеканка из сыра и макаронных изделий, известная как Makerouns, также фигурировала в средневековой английской поваренной книге XIV века The Forme of Cury.
Первый современный рецепт макарон с сыром был включен в книгу Элизабет Раффальд 1770 года The Experienced English Housekeeper. Рецепт Раффальд: это соус бешамель с сыром чеддер (соус Морне во французской кулинарии) — который смешивают с макаронами, посыпают пармезаном и запекают до образования пузырьков и золотистого цвета. Другой рецепт 1784 года гласил, что трубочки макарон необходимо отварить, затем слить через сито и выложить на сковороду. Затем к макаронам добавляются густые сливки вместе с «кусочком масла», обваливаемым в муке, которые готовятся в течение пяти минут, прежде чем переложить на блюдо, посыпав жареным пармезаном и перцем. Знаменитая британская викторианская поваренная книга «Mrs. Beeton’s Book of Household Management» включала в себя два экземпляра «Макарон, которые обычно подают с сыром».
Существуют многочисленные региональные варианты блюда «макароны с сыром», в числе которых особенно отличаются американский и канадский.